# Indicatif régional 307

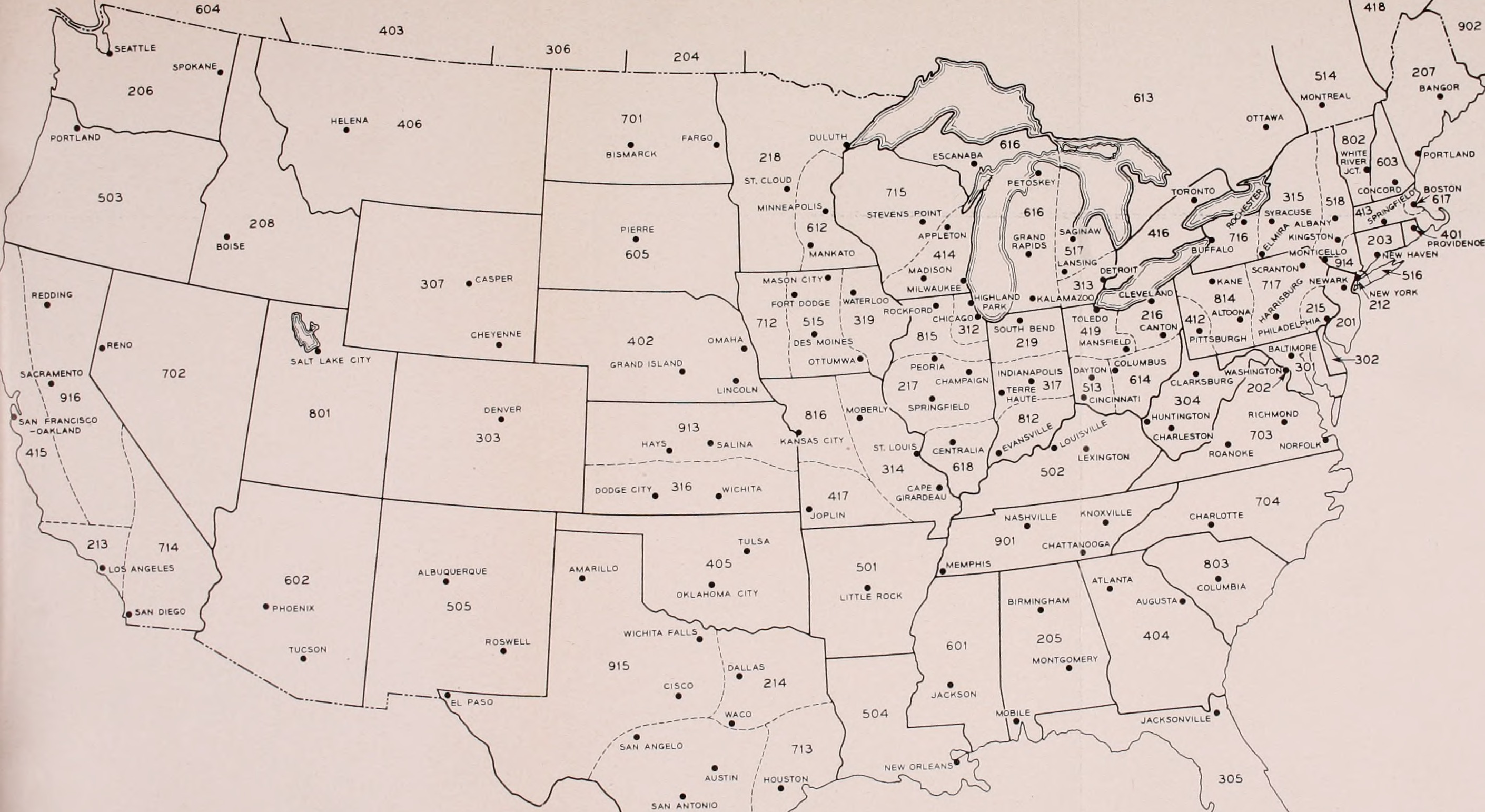
The Bell System technical journal (1922)

L'indicatif régional 307 est l'indicatif téléphonique régional de l'État du Wyoming aux États-Unis. L'indicatif régional couvre tout le territoire de l'État.
L'indicatif régional 307 fait partie du Plan de numérotation nord-américain.

## Historique
Cet indicatif date de 1947 et est l'un des indicatifs originaux du Plan de numérotation nord-américain.